# 周秋瑞
周秋瑞（1967年8月10日—）是一名中国体操运动员。她在1984年洛杉矶夏季奥林匹克运动中，参加了女子体操并获得团体铜牌以及自由体操第四名。